# Maximilian Benassi
Maximilian Benassi (Colonia, 19 gennaio 1986) è un canoista italiano.

## Biografia
Nato in Germania da padre italiano e madre tedesca, da bambino Benassi si trasferì a Carrara dove trascorse l'infanzia. In seguito si avvicinò alla canoa e cominciò a praticare lo sport fino a diventare professionista.
Dopo aver gareggiato negli under 23, Benassi entrò a far parte dei seniores e prese parte a diverse competizioni a livello internazionale. Vinse un argento a squadre durante i campionati del mondo di discesa nel 2006, per poi ottenere l'oro come singolo nel 2008, come atleta della Marina Militare.
L'anno successivo ai Giochi del Mediterraneo vinse due ori, uno nel K1-1000 m e l'altro nel K2-1000 m insieme a Luca Piemonte. Partecipò poi a due campionati del mondo consecutivi, nel 2010 e nel 2011 e in entrambi riuscì a conquistare la medaglia di bronzo nel K1-5000 m.
Nel 2012 ottenne il pass per i Giochi olimpici e gareggiò nel K1-1000 m, venendo tuttavia eliminato nelle batterie.